# Carpenedolo
Carpenedolo es una localidad y comune italiana de la provincia de Brescia, región de Lombardía, con 10.524 habitantes.

## Evolución demográfica
| Gráfica de evolución demográfica de Carpenedolo entre 1861 y 2009 |
|                                                                   |
| Fuente ISTAT - elaboración gráfica de Wikipedia                   |